# Josef Kallbrunner
Josef Kallbrunner (* 23. November 1881 in Langenlois; † 29. März 1951 in Wien) war ein österreichischer Historiker und Archivar. Noch vor dem sogenannten „Anschluss“ Österreichs an das Deutsche Reich 1938 unterhielt er in seiner Funktion als Direktor des Hofkammerarchivs Beziehungen zu nationalsozialistischen Forschungsinstitutionen, die er in den folgenden Jahren ausbaute. Indem er dabei das Hofkammerarchiv in den Dienst von Forschungen zu volkstumspolitischen Fragen und zur sogenannten „Judenfrage“ stellte, unterstützte er die nationalsozialistische Politik und sicherte seinem Archiv eine vergleichsweise gute materielle Ausstattung.

## Leben

### Studium und Archivdienst
Kallbrunner entstammte einer alten Apothekerfamilie und absolvierte das Gymnasium in Krems an der Donau. Er studierte Geschichte und ihre Hilfswissenschaften an der Universität Wien und absolvierte von 1903 bis 1906 das Institut für Österreichische Geschichtsforschung, wo er 1906 promovierte. Er trat anschließend in den staatlichen Archivdienst in den Ministerien des Innern und der Justiz. 1926 wurde er im Austausch gegen Gustav Bodenstein Oberarchivar im Hofkammerarchiv und 1932 Nachfolger von Franz Wilhelm als Direktor des Hofkammerarchivs.
In seinen Forschungsarbeiten spezialisierte sich Kallbrunner auf die sogenannte „Ansiedlungsforschung“ sowie die Kultur- und Wirtschaftsgeschichte Wiens. 1923 übernahm er die Schriftleitung der Mitteilungen des Vereins für Geschichte der Stadt Wien. 1934 wurde er Mitglied der Deutschen Akademie in München und dadurch zur wichtigsten Vermittlungsinstanz zwischen Forschungsinstitutionen des nationalsozialistischen Deutschlands und dem Hofkammerarchiv. Kallbrunner engagierte sich zunehmend für das Deutsche Ausland-Institut in Stuttgart (DAI), den Verein für das Deutschtum im Ausland (VDA), die Volksdeutsche Mittelstelle und Forschungsprojekte im Umkreis der SS.

### Zusammenarbeit mit der „Forschungsabteilung Judenfrage“
Ab 1937 arbeitete das Hofkammerarchiv unter Kallbrunners Leitung mit dem Reichsinstitut für Geschichte des neuen Deutschland, Abteilung Judenfrage zusammen. Die Zusammenarbeit entstand im November 1936, nachdem das Reichsinstitut in der Frankfurter Zeitung einen Preis für eine Geschichte der österreichischen Hofjuden ausgelobt hatte. Kallbrunner erkundigte sich nach den Teilnahmebedingungen. Daraufhin stellte die „Forschungsabteilung Judenfrage“ des Reichsinstituts eine Rechercheanfrage nach Unterlagen zu jüdischen Persönlichkeiten, und im Januar 1937 kam deren Leiter Wilhelm Grau persönlich nach Wien, um bei Kallbrunner Unterstützung mit Materialien zum Zeitraum 1750 bis 1815 zu erbitten. Da die Zusammenarbeit eines österreichischen staatlichen Archivs mit einer nationalsozialistischen Forschungsstelle auch nach dem Juliabkommen von 1936 brisant war, wurde die Zusammenarbeit verschleiert, obwohl ab Februar 1937 erste Gelder flossen. Graus wichtigster Ansprechpartner im Hofarchiv wurde Franz Stanglica, der als Mitarbeiter für die Forschungen zwei illegale Nationalsozialisten, Walter Messing und Kurt Zeillinger, beschäftigte. Ab April 1938 bis März 1941 erstellten Mitarbeiter des Hofkammerarchivs sogenannte „Judenregesten“ etwa zur „Straßburger Bankozettel-Fälschungsaktion“ (1799–1814), die in Kopie auch an das DAI geschickt wurden. Weitere Projekte wurden wegen der angespannten Personalsituation auf die Zeit nach dem Krieg verschoben.

### Archivkommission und volkstumspolitische Vernetzung
Kallbrunner betrieb 1938 ein neues Archivabkommen mit der Tschechoslowakei, um die aufgrund der Abkommen vom 18. Mai 1920 und 31. Mai 1922 aus Wien abgegebenen Archivalien zurückzubekommen. Nach der deutschen Besetzung der tschechischen Gebiete und der Errichtung des Protektorats Böhmen und Mähren organisierte er ab 1939 die Arbeit der Deutschen Archivkommission in Prag in Fragen der Bereitstellung, Aushebung und Ausscheidung der geforderten Bestände.
Mittels vielfacher Vernetzungen kümmerte sich Kallbrunner vor allem um volkstumspolitische Arbeit. Ausgangspunkt waren Karteien zur Erschließung von Quellen zur Siedlungsgeschichte in Südosteuropa im Hofkammerarchiv, die bereits 1936 in einer Schriftenreihe der Deutschen Akademie veröffentlicht worden waren und bei den NS-Forschungsinstituten auf Interesse stießen. Kallbrunner unterhielt enge persönliche Beziehungen zu Historikern des volksdeutschen Milieus wie Franz F. Beranek vom Institut für Heimatforschung in Käsmark in der Slowakei, und Emil Maenner, einem Gymnasialprofessor in Weinheim. Er pflegte Kontakte zu deutschen Volksgruppen in Südosteuropa und besuchte regelmäßig Tagungen des DAI, das Verfilmungen und Kopien von Akten aus dem Hofkammerarchiv finanzierte. So wurden im Auftrag der Hauptstelle für die Sippenkunde des Deutschtums im Ausland und finanziert durch das DAI Ansiedlerkarteien vervielfältigt, von denen Exemplare auch an die Forschungsstelle Wien und das DAI gingen. Kallbrunner selbst leitete die Wiener Zweigstelle des DAI, gehörte dem Arbeitsausschuss der Südostdeutschen Forschungsgemeinschaft an und saß im Beirat der Forschungsstelle „Deutschösterreicher in aller Welt“ unter der Leitung von Wilfried Krallert, die vom Verein Südmark zusammen mit dem VDA und dem DAI gegründet worden war. Hier sollten zunächst alle seit 1920 aus Österreich Ausgewanderten erfasst werden und anschließend auf der Grundlage des Materials des Hofkammerarchivs die davor Ausgewanderten. In den dabei entstehenden Karteien, die durch die Verzettelung der Akten erstellt wurden, waren Zehntausende Namen verzeichnet. Weitere Kontakte bestanden zur Mittelstelle Saarpfalz. Noch 1944 trat Kallbrunner der NSDAP bei (Mitgliedsnummer 9.023.891).
Zunehmendes Gewicht in Kallbrunners Tätigkeit gewann die Unterstützung der im Generalgouvernement, wie Kallbrunner es nannte, „in Gang gebrachten Unternehmungen zur Festigung abgeglittenen Volkstums und zur Bereinigung der Judenfrage“. Anfragen an das Hofkammerarchiv kamen vom Institut für Deutsche Ostarbeit in Krakau, Referat „Judenforschung“. 1944 referierte Kallbrunner auf Einladung Lothar von Seltmanns von der Volksdeutschen Mittelstelle in Krakau auf der Tagung „Deutsche Forschung im Vorkarpathen- und Weichselraum als Grundlage für die praktische Volkstumsarbeit“, die im Zusammenhang mit sogenannten „Umvolkungsproblemen“ stand, über Quellen zur Siedlungsgeschichte Galiziens. Die Teilnahme Kallbrunners an dieser Tagung zeige, so Herbert Hutterer, wie tiefe Einblick in verbrecherische Politik der SS Kallbrunner gehabt habe. Zugleich gelang es Kallbrunner, seine Tätigkeiten als kriegswichtig darzustellen.
Indem er die Projekte des Hofkammerarchivs auf die deutsche Ansiedlung im Südosten und Nordosten der K.u.k Monarchie konzentrierte und Untersuchungen zum Anteil der jüdischen Bevölkerung am Finanz- und Wirtschaftsleben förderte, die wichtig für die nationalsozialistische Politik waren, machte Kallbrunner aus dem eigentlich schlecht ausgestatteten Hofkammerarchiv eine mit Hilfe der NS-Forschungsinstitutionen vergleichsweise gut finanzierte Institution. Die Wiener Archive wurden ausgewertet, um Datenmaterial für die staatliche Propaganda zu gewinnen und konkrete Argumentationslinien für die nationalsozialistische Eroberungs-, Vertreibungs- und Vernichtungspolitik zu entwickeln.

### Bis zum Ende des Krieges
Ab Ende 1943 organisierte Kallbrunner die Auslagerung der Archivbestände zum Schutz vor Bombenangriffen. Er betrieb in den letzten Kriegsjahren eine rege Vortragstätigkeit. Thema seiner Vorträge, die er unter anderem vor SA-Führern in Magdeburg, am Kulturtag der Stadt Passau und in der SS-Junkerschule Bad Tölz hielt, war dabei vor allem Prinz Eugen. Er unterstützte auch Max Zehenthofer, der 1944 im Auftrag des Propagandaministeriums einen Kulturfilm über Prinz Eugen drehen sollte.

### Nach Kriegsende
Ab dem 27. April 1945 wurde Kallbrunner vorläufig weiter im Hofkammerarchiv eingesetzt und auch mit der Leitung betraut. Mit Wirkung vom 6. Februar 1946 wurde er seines Amtes enthoben und mit einer um zehn Prozent gekürzten Pension in den Ruhestand versetzt. Zum Vorwurf wurde ihm vor allem der Begleittext zu einer Kartenpublikation gemacht, in der er 1938 Österreich als „kerndeutsches Land“ mit schwäbischem Herrschergeschlecht dargestellt hatte und sich für den „Anschluss“ ausgesprochen hatte. Zu seinen Gunsten wurde die Auszeichnung mit dem Offizierskreuz des österreichischen Verdienstordens gewertet, die er 1937 erhalten hatte. Am 31. August 1947 wurde er als „minderbelastet“ entnazifiziert und endgültig in den Ruhestand versetzt.

## Schriften (Auswahl)
- mit Oskar Oberwalder: Dürnstein a. d. Donau. F. Oesterreicher, Krems a. d. Donau 1910.
- (Hrsg.): Maria Theresia als Herrscherin. Aus den deutschen Denkschriften, Briefen und Resolutionen (1740–1756). Insel Verlag, Leipzig 1917 – Österreichische Bibliothek 25.
- (Hrsg.): Wohnungssorgen im alten Wien. Dokumente zur Wiener Wohnungsfrage im 17. und 18. Jahrhundert. Hartleben, Wien 1926 – Österreichische Bücherei 15/2A.
- Zur Neuordnung Österreichs unter Maria Theresia, F.W. Graf Haugwitz und die Reform von 1749. L.W. Seidel & Sohn, Wien 1916?
- Die Zeit des Derectoriums in publicis et cameralibus. Aktenstücke. Holzhausen, Wien 1925.
- mit Melitta Winkler: Die Österreichische Zentralverwaltung. Holzhausen, Wien 1925.
- Die deutsche Auswanderung nach dem Südosten in der Neuzeit. s.n., S.l. 1930.
- Lazarus Henckel von Donnersmarck. W. Kohlhammer, Stuttgart 1931.
- Hans Steinberger. Ein Beitrag zur Geschichte der Montanwirtschaft im Zeitalter Kaiser Rudolfs II. Kohlhammer, Berlin u. a. 1934.
- mit Franz Wilhelm: Quellen zur deutschen Siedlungsgeschichte in Südosteuropa. Reinhardt, München 1932; Quellen zur deutschen Siedlungsgeschichte in Südosteuropa. Mit einer statistischen Tabelle und einer Karte. Reinhardt, München 1936.
- Das Archiv der österreichischen Wirtschaft. Gistel & Cie., Wien 1936.
- Zur Geschichte der österreichischen Verwaltung unter Maria Theresia. W. Kohlhammer, Stuttgart 1936.
- Zur Geschichte der Wirtschaft im Temescher Banat bis zum Ausgang des Siebenjährigen Krieges. In: Südostdeutsche Forschungen. 1 (1936), S. 46–60.
- mit C. T. Müller, Walter Kühne: Polnische Bekenntnisse zu deutschen Menschen und zum deutschen Geist. S.l. 1936.
- Deutsche Erschließung des Südostens. Seit 1683. Diederichs, Jena 1938.
- Österreichs Weg durch die deutsche Geschichte, 799–1938. E. Hölzel, Wien 1938.
- Philipp Melanchthon im deutschen Südosten. In: Gesamtdeutsche Vergangenheit. Festgabe für Heinrich Ritter von Srbik zum 60. Geburtstag am 10. November 1938. Bruckmann, München 1938, S. 75–82.
- mit Mercy und Maria Theresia: Die Planung der deutschen Siedlung im Banat unter Mercy und Maria Theresia. In: Deutsches Archiv für Landes- und Volksforschung. 7 (1943), S. 453–458.
- mit Irma Steinsch: Neue Forschung über die Ansiedlung der privaten Grundherrschaften der Schwäbischen Türkei in Ungarn im 18. Jahrhundert. In: Deutsches Archiv für Landes- und Volksforschung. 7 (1943), S. 153–155.
- Quellen zur Geschichte deutscher Siedlung und deutscher Geltung in Galizien seit 1772 in den Wiener Archiven. Vortrag. In: Die Burg. Vierteljahresschrift des Instituts für Deutsche Ostarbeit in Krakau. 4 (1943), S. 197–204.
- Das kaiserliche Banat. Verlag des Südostdt. Kulturwerks, München 1958.
- mit Clemens Biener: Kaiserin Maria Theresias Politisches Testament. Oldenbourg, München 1952.